# Popis prirodnih triptamina
Popis triptamina alkaloida pronađenih u živim organizmima:
| Kratko ime           | R1   | R2 | R4     | R5   | R6 | R7   | RN1      | RN2 | Puno ime                                          | Struktura | Izvor                  |
| -------------------- | ---- | -- | ------ | ---- | -- | ---- | -------- | --- | ------------------------------------------------- | --------- | ---------------------- |
| triptamin            | H    | H  | H      | H    | H  | H    | H        | H   | 3-(2-aminoetil)indol                              |           | životinje, biljke      |
| NMT                  | H    | H  | H      | H    | H  | H    | CH3      | H   | N-metil-triptamin                                 |           | biljke                 |
| DMT                  | H    | H  | H      | H    | H  | H    | CH3      | CH3 | N,N-dimetiltriptamin                              |           | životinje, biljke      |
| lespedamin           | OCH3 | H  | H      | H    | H  | H    | CH3      | CH3 | 1-metoksi-N,N-dimetiltriptamin                    |           | biljke                 |
| 2-hidroksi-NMT       | H    | OH | H      | H    | H  | H    | CH3      | H   | 2-hidroksi-N-metiltriptamin                       |           | biljke                 |
| psilocin             | H    | H  | OH     | H    | H  | H    | CH3      | CH3 | 4-hidroksi-N,N-dimetiltriptamin                   |           | gljive                 |
| norbacistin          | H    | H  | OPO3H2 | H    | H  | H    | H        | H   | 4-fosforiloksi-triptamin                          |           | gljive                 |
| bacistin             | H    | H  | OPO3H2 | H    | H  | H    | CH3      | H   | 4-fosforiloksi-N-metil-triptamin                  |           | gljive                 |
| psilocibin           | H    | H  | OPO3H2 | H    | H  | H    | CH3      | CH3 | 4-fosforiloksi-N,N-dimetiltriptamin               |           | gljive                 |
| aruginascin          | H    | H  |        | H    | H  | H    |          |     | 4-fosforiloksi-N,N,N-trimetiltriptamin            |           | gljive                 |
| 5-bromo-DMT          | H    | H  | H      | Br   | H  | H    | CH3      | CH3 | 5-bromo-N,N-dimetiltriptamin                      |           | morski beskralježnjaci |
| serotonin            | H    | H  | H      | OH   | H  | H    | H        | H   | 5-hidroksitriptamin                               |           | životinje, biljke      |
| 5-HO-NMT             | H    | H  | H      | OH   | H  | CH3  | H        | H   | 5-hidroksi-N-metiltriptamin                       |           | biljke                 |
| bufotenin            | H    | H  | H      | OH   | H  | H    | CH3      | CH3 | 5-hidroksi-N,N-dimetiltriptamin                   |           | životinje, biljke      |
| melatonin            | H    | H  | H      | OCH3 | H  | H    | O=CH-CH3 | H   | 5-metoksi-N-acetiltriptamin                       |           | životinje              |
| 5-MeO-NMT            | H    | H  | H      | OCH3 | H  | H    | CH3      | H   | 5-metoksi-N-metil-triptamin                       |           | biljke                 |
| 5-MeO-DMT            | H    | H  | H      | OCH3 | H  | H    | CH3      | CH3 | 5-metoksi-N,N-dimetiltriptamin                    |           | životinje, biljke      |
| 5,6-dibromotriptamin | H    | H  | H      | Br   | Br | H    | H        | H   | 5,6-dibromotriptamin                              |           | morski beskičmenjaci   |
| 5,6-dibromo-NMT      | H    | H  | H      | Br   | Br | H    | CH3      | H   | 5,6-dibromo-N-metiltriptamin                      |           | morski beskičmenjaci   |
| 5,6-dibromo-DMT      | H    | H  | H      | Br   | Br | H    | CH3      | CH3 | 5,6-dibromo-N,N-dimetiltriptamin                  |           | morski beskičmenjaci   |
| 6-bromotriptamin     | H    | H  | H      | H    | Br | H    | H        | H   | 6-bromotriptamin                                  |           | morski beskičmenjaci   |
| Konvolutindol A      | OCH3 | Br | Br     | H    | Br | OCH3 | CH3      | CH3 | 2,4,6-tribromo-1,7-dimetoksi-N,N-dimetiltriptamin |           | morski beskičmenjaci   |